# Азбест
 Тази статия е за материала.  За града в Русия вижте Асбест.  
Азбест е общо наименование на група влакнести минерали, повечето от които са магнезиеви силикати. През 2005 г. са добити 2,2 млн. тона азбест в световен мащаб. Русия има най-голям дял от добива, който възлиза на 40% от общото количество, след нея са Китай и Казахстан. Град в Русия, Свердловска област, е наречен Асбѐст поради голямото находище на материала азбест, намиращо се наблизо. В града действат 6 азбестови фабрики, както и други свързани с тях производства.

## Употреба
Азбестът е негорим и се използва за производство на тъкани още в Древен Египет. В по-ново време се използва за изготвянето на негорими тъкани, материали и пожароустойчиви строителни плоскости.
Използването на азбест в производството на различни видове материали е доста разпространено в годините от 1960 до 1980. Той се употребява най-вече заедно с цимент (90% от неговата употреба) и съответно е разпространен най-вече в строителството.

## Азбестоцимент
Азбестоциментът се получава чрез смесване на средновлакнест азбест, цимент и вода. От сместа чрез пресоване се получават тръби, покривни плочи и др. Материалът е огнеупорен, водонепропусклив, с голяма якост, но крехък. Нарича се още етернит.

## Въздействие върху здравето
Вдишването на някои видове азбестови влакна може да предизвика тежки заболявания, включително рак. Най-често срещаните заболявания, свързани с хронично излагане на азбест, включват: азбестоза (силикатоза) и плеврални аномалии (мезотелиом, рак на белия дроб), гастроинтестинален карцином. В много страни употребата на азбест е забранена.
Азбест е използван и при построяването на първите 40 етажа на Световния търговски център. По тази причина след атентатите от 11 септември 2001 г. въздухът над Манхатън е силно замърсен.
Важно е да се отбележи, че около 125 милиона души в света са изложени на контакт с азбест в професионалния им живот и 90 000 умират всяка година.

## Мерки за безопасност
Много фирми в Европа се занимават с подмяната на азбеста в сградите, построени през периода 1960 – 1980 г. При заместването на този материал трябва да бъдат взети множество предпазни мерки. Първо, около сградата се създава зона, в която само работещите имат право да влизат. Изгражда се специално помещение, в което те ще се преобличат. Това помещение е свързано с филтър за въздуха, защото праховидните влакна, които се отделят от материалите, съдържащи азбест, са опасни за околната среда. Работниците, които премахват азбеста, носят специални костюми, и въздухът, който поемат през скафандъра си, е пречистен, за да се избегне вдишването на влакната.
След приключване на задачите работниците минават през три процедури, преди да свалят костюма. Първо, влакната се премахват с уред, подобен на прахосмукачка, след което преминават през душ за дезинфекциране. Накрая работниците свалят костюма и всички дрехи, които носят отдолу, и минават през втори душ за дезинфекциране. Едва тогава те могат да се преоблекат и да напуснат зоната.
Тези предпазни мерки са много важни, защото болестите, свързани с вдишването на азбеста, могат да се появят до пет години след първото излагане на прах от азбест.